# Togoperla atra
Togoperla atra är en bäcksländeart som beskrevs av Tohru Uchida 1990. Togoperla atra ingår i släktet Togoperla och familjen jättebäcksländor. Inga underarter finns listade i Catalogue of Life.